# Tetragonomera marmorata
Tetragonomera marmorata är en insektsart som först beskrevs av Hermann Burmeister 1838.  Tetragonomera marmorata ingår i släktet Tetragonomera och familjen vårtbitare. Inga underarter finns listade i Catalogue of Life.